# Genuaginst
Genuaginst (Genista januensis) är en ärtväxtart som beskrevs av Domenico Viviani. Genuaginsten ingår i släktet ginster, och familjen ärtväxter. Inga underarter finns listade i Catalogue of Life.

## Utbredning
Växtens naturliga utbredningsområde är Albanien, forna Jugoslavien, Grekland, Italien, Rumänien och Bulgarien.

## Bildgalleri

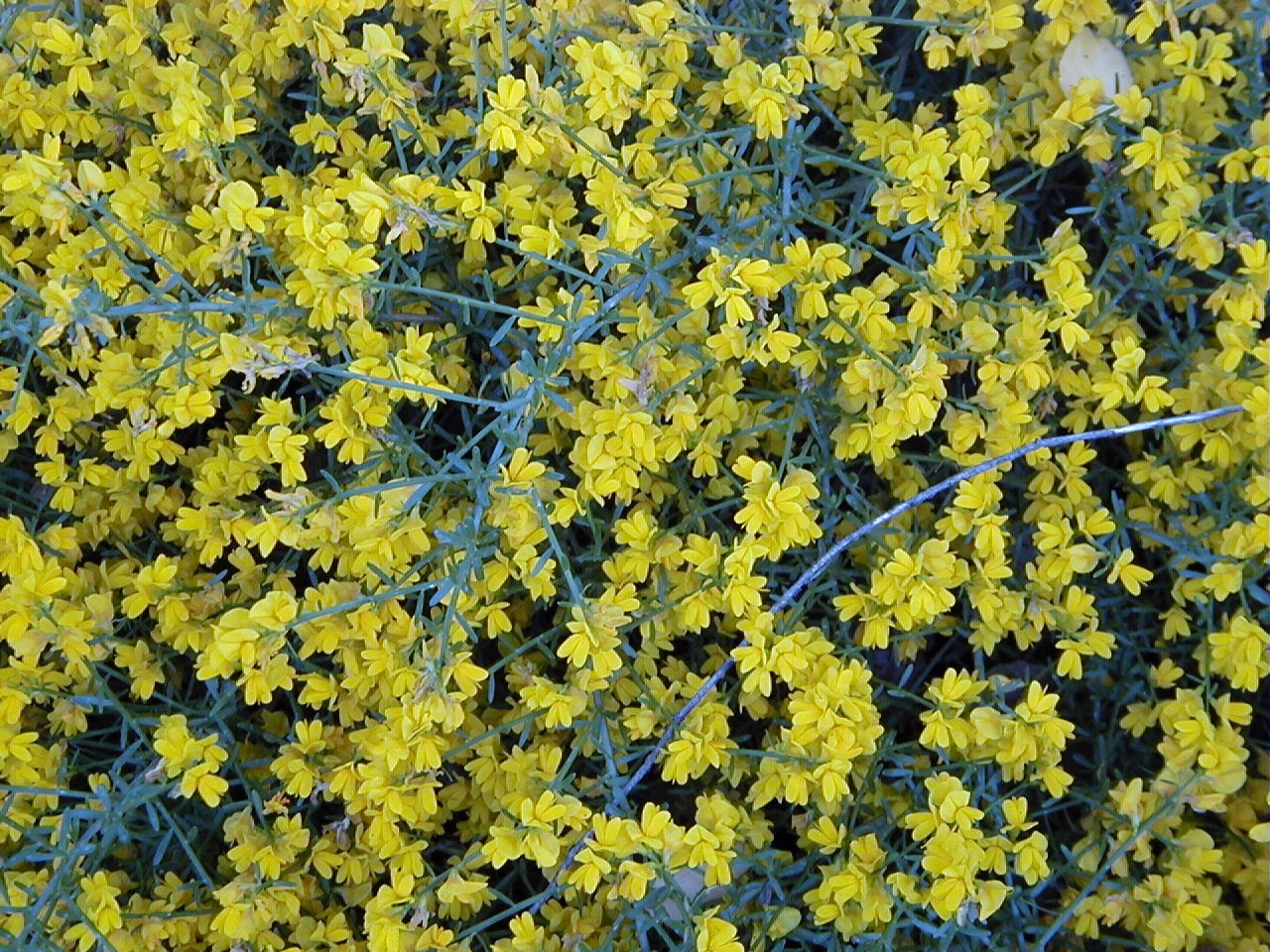
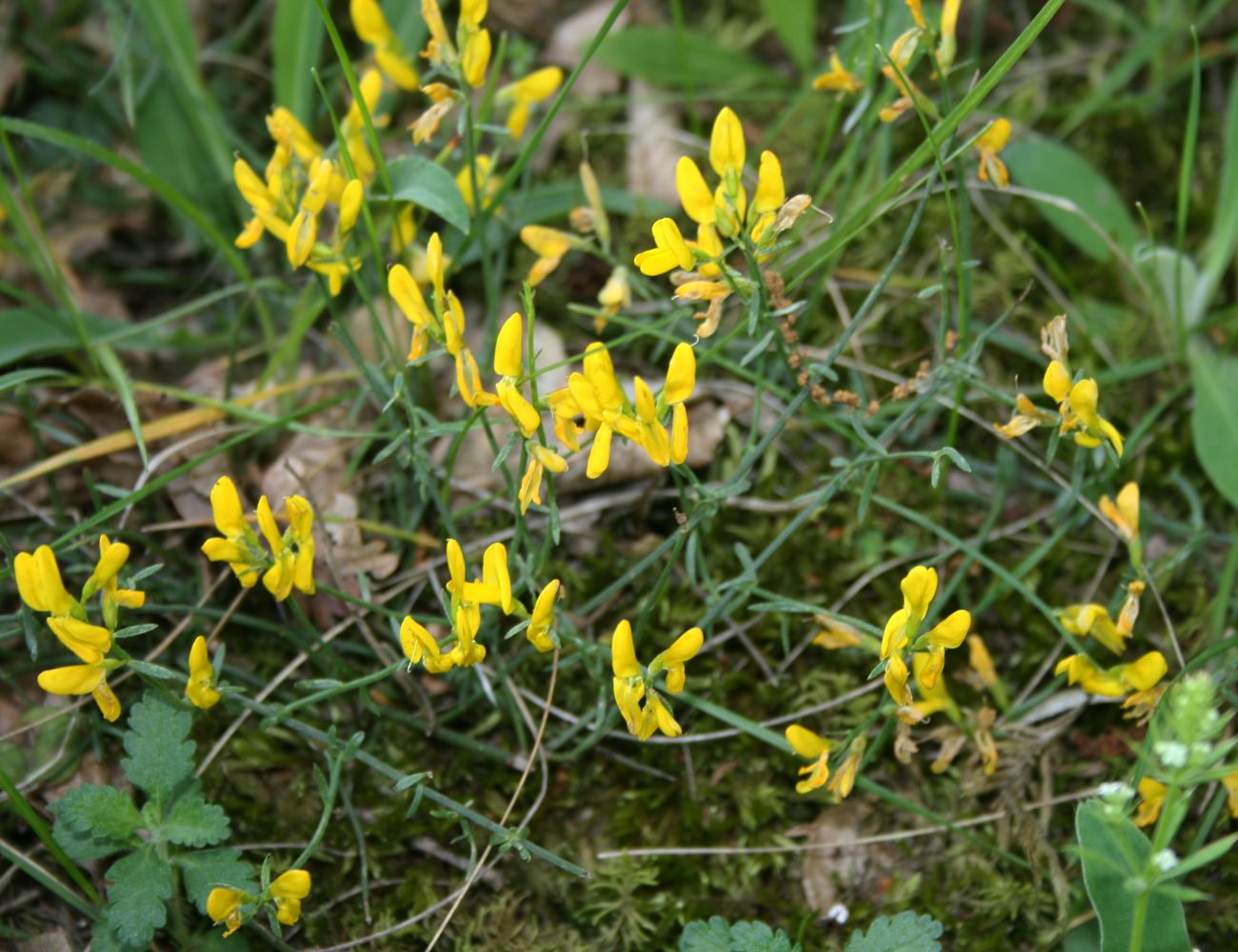
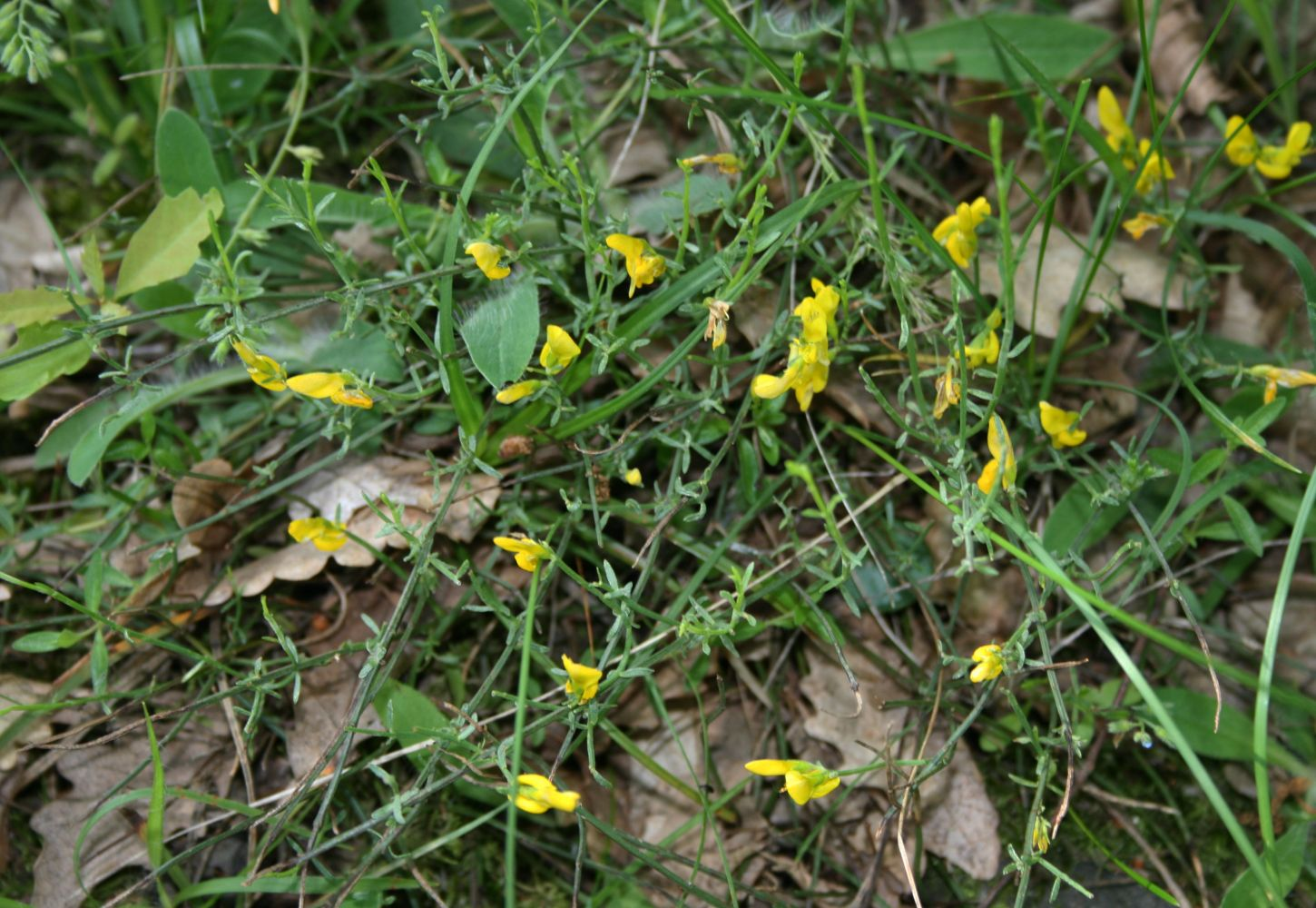
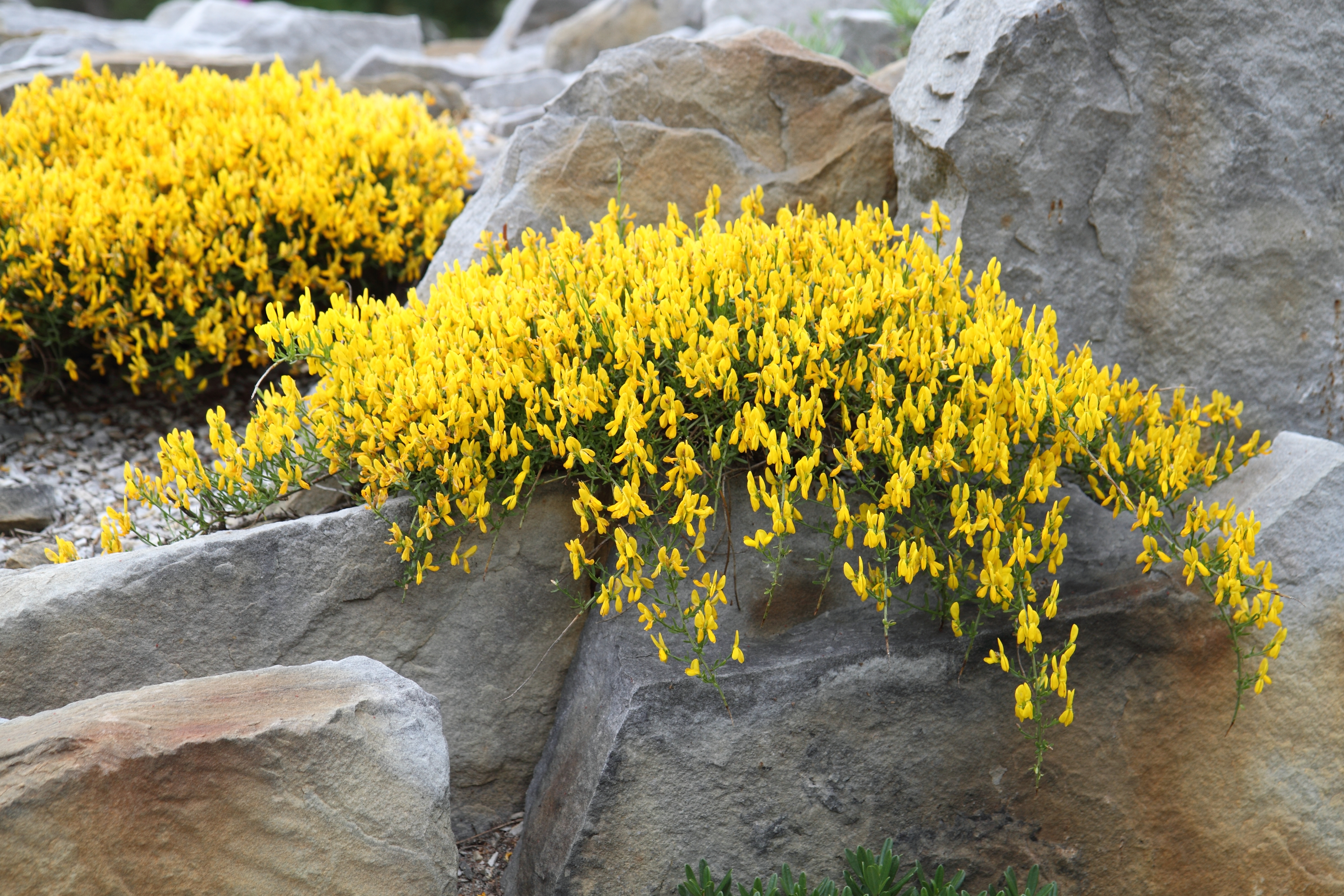